# Латишев Георгій Олександрович
Георгій Олександрович Латишев(16 листопада 1901, Маріуполь — 22 квітня 1977, Жданов) — радянський воєноначальник у період німецько-радянської війни.

## Життєпис
Народився 16 листопада 1901 року у м. Маріуполі. Українець.
В березні 1919 року був призваний до РСЧА. Проходив службу червоноармійцем у складі спочатку 2-го Маріупольського батальйону, а з травня — в 1-му Маріупольському ударному полку, з травня 1920 року — в 13-му Донецькому запасному батальйоні. Брав участь у боях на Південному фронті. 
У 1922 році закінчив піхотну школу червоних командирів у Полтаві. По її закінченні з вересня 1922 командував взводом у 6-й Харківській школі комскладу. З вересня 1924 року проходив службу в 238-му стрілецькому полку 80-ї стрілецької дивізії.
З грудня 1932 року — командир і воєнком 240-го стрілецького полку, з листопада 1933 року — командир і воєнком 1-го стрілецького полку Тихоокеанської стрілецької дивізії (перейменованої потім у 39-ту стрілецьку дивізію). У травні 1936 Г.О.Латишев був призначений командиром і військкомом 1-го авіадесантного полку. У серпні 1937 року відбув у розпорядження Військової ради ОКДСА, та у зв'язку з «політичною недовірою» знижений на посаді і в жовтні призначений тимчасово виконувачем обов'язків командира батальйону 36-го стрілецького полку 12-ї стрілецької дивізії.
У липні 1938 року заарештований, звільнений з РСЧА за ст. 44 п. «В» і знаходився під слідством. У вересні 1939 року Військовим трибуналом був засуджений на 2 роки, із залу суду звільнений за амністією. Потім у листопаді місяці відновлений в кадрах РСЧА і призначений командиром 352-го стрілецького полку 35-ї стрілецької дивізії 2-ї Окремої Червонопрапорної армії (з липня 1940 року — 2-га Червонопрапорна армія Далекосхідного фронту).
На початку німецько-радянської війни Георгій Латишев продовжував командувати цим же полком. З вересня 1941 року — командир 415-ї стрілецької дивізії 25-ї армії, яка з Далекого Сходу була спрямована на Західний фронт. З грудня того ж року — командир 55-ї стрілецької бригади, що входила до складу 1-ї ударної, 20-ї, 5-ї армій Західного фронту. Під час Клинсько-Солнечногорської наступальної операції бригада під керівництвом Г. О. Латишева брала участь у визволенні міста Солнечногорськ. У квітні 1942 року бригада була виведена в район Волоколамська на поповнення, а Г. О. Латишев спрямований на навчання до Вищої військової академії імені К. Є. Ворошилова.
Після закінчення прискореного курсу навчання в грудні був призначений командиром 93-ї стрілецької дивізії, яка в складі 41-ї армії Калінінського фронту під час Ржевсько-Вяземської наступальної операції відіграла головну роль у визволенні міста Білий. З вересня 1943 року генерал-майор Георгій Латишев — командир 78-го стрілецького корпусу, що входив до складу 52-ї армії Воронезького, потім Степового і 2-го Українського фронтів. Корпус під його командуванням брав участь у битві за Дніпро, в захопленні та розширенні плацдарму на правому березі річки, в Корсунь-Шевченківській, Умансько-Ботошанській, Яссько-Кишинівській, Сандомирско-Сілезькій наступальних операціях, у визволенні міст Черкаси, Умань, Пітшен (Бичина) та Ландсберг (Гожув-Шльонський). 
У січні 1945 року генерал-майор Латишев був поранений осколком снаряду в голову, госпіталізований та перебував на лікуванні до кінця війни.
Після війни на командних посадах у військовому відомстві.
У 1953 році за станом здоров'я генерал-майор Георгій Олександрович Латишев вийшов у запас та оселився у місті Жданов (нинішній Маріуполь).
У післявоєнний час удостоєний звання почесного громадянина в семи містах (Маріуполі, Хоролі (18.09.1968) та інших).
Помер у 1977 році. Похований у м. Маріуполі.